# Воеводский сеймик (Третья Речь Посполитая)
Воево́дский се́ймик (пол. Sejmik województwa) — высший орган местного самоуправления в воеводствах Польши.

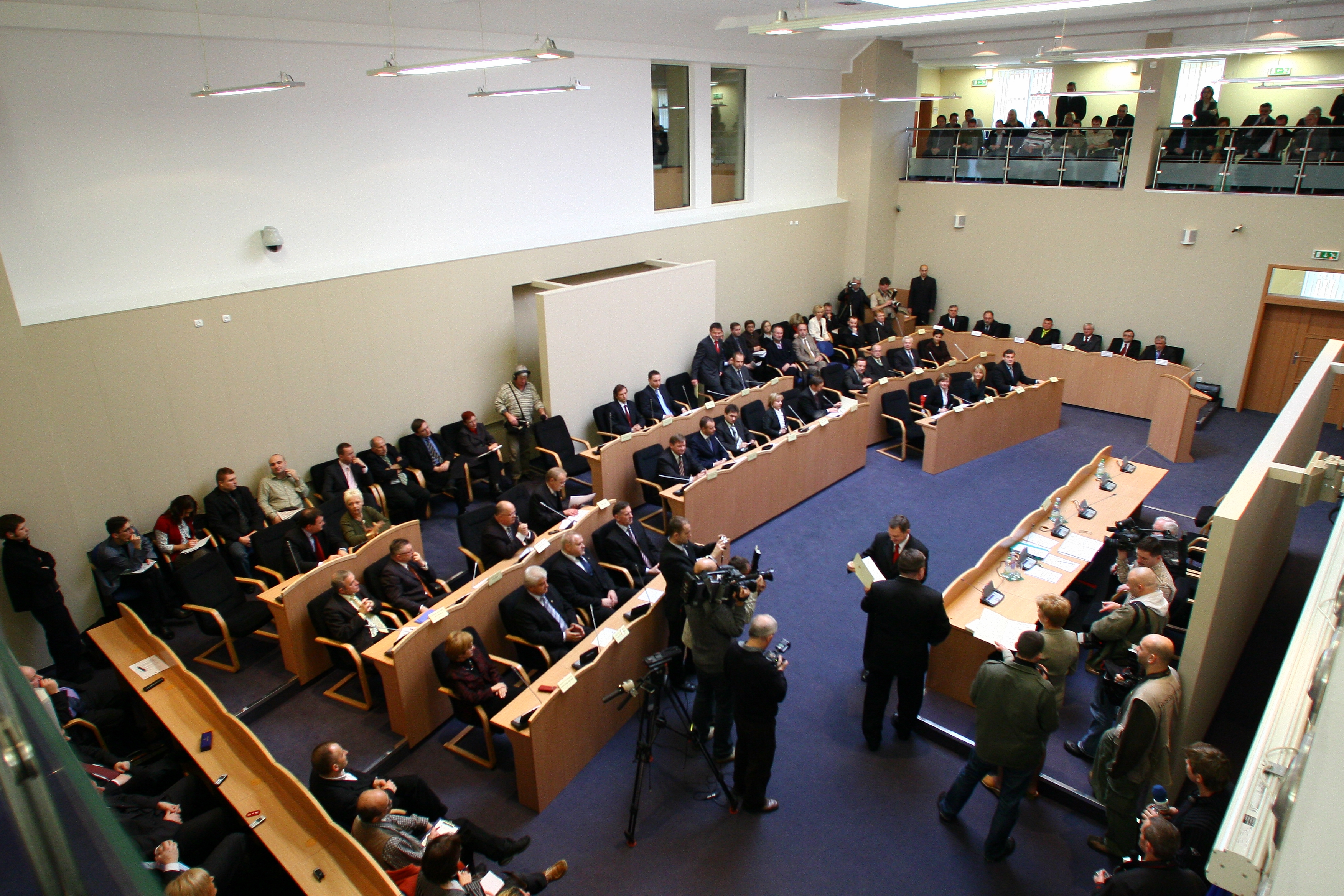
Заседание Сеймика Западно-Поморского воеводства

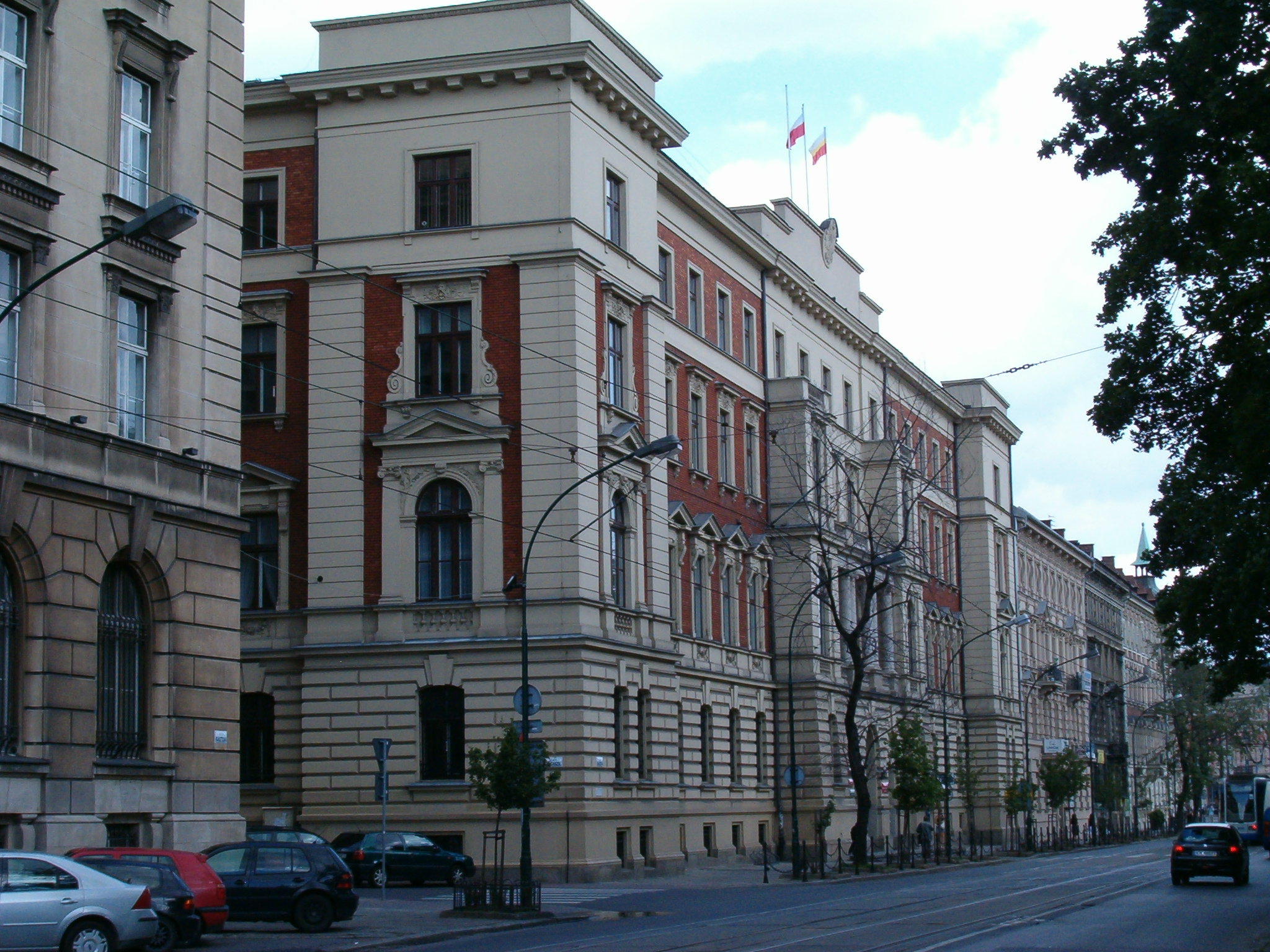
Управление маршала в Кракове, где проходят заседания Сеймика Малопольского воеводства

## История
Впервые Сеймики появились в Королевстве Польском и Речи Посполитой как собрания шляхты в повятах (Поветовый сеймик) и воеводствах (Воеводский сеймик).
Во Второй Речи Посполитой сеймики были только в двух воеводствах: Поморском и Познанском. В Силезском автономном воеводстве действовал Силезский сейм.
Во времена ПНР функции законодательных органов воеводств выполняли воеводские советы (пол. Rady wojewódstw).
После падения коммунизма в Польше были возвращены Сеймики. Современные Сеймики образованы после Административной реформы 1998 года.

## Структура и функции
Сеймики избираются населением по пропорциональной системе на пятилетний срок, но могут быть досрочно распущены посредством общевоеводского референдума.
На первом пленарном заседании Сеймика нового созыва депутаты избирают Председателя, его заместителей, исполнительный совет Сеймика и Воеводские исполнительные советы во главе с Маршалом воеводства. Сеймики, однако, не могут назначать или увольнять воевод, т.к. это входит в компетенцию Премьер-министра Польши. Заседания Сеймика созывает председатель по собственной инициативе, не реже одного раза в триместр. Внеочередные заседания могут быть запрошены исполнительным советом воеводства или группой, в состав которой входит не менее 1/4 от предусмотренного уставом состава Сеймика. Депутаты работают на пленарных заседаниях и заседаниях постоянных и временных комиссий и комитетов.
Исключительная компетенция Воеводских сеймиков заключается в разработке актов местного законодательства, в частности устава воеводства и принятии решений, касающихся принципов управления имуществом воеводства, принципов и порядка использования объектов воеводства и коммунального оборудования; стратегий развития воеводства и воеводских программ; планов территориального развития; воеводского бюджета; правил, касающихся налогооблажения и местных сборов; определения правил предоставления субсидий; порядка работы над проектом бюджетного решения; подробностей исполнительного плана бюджета самоуправления воеводства; имущественных вопросов самоуправления воеводства; рассмотрения отчетов об исполнении бюджета воеводства, финансовых отчетов воеводства и отчетов о выполнении многолетних программ воеводства; предоставления или не предоставления абсолюториум управлению воеводства в связи с исполнением бюджета самоуправления воеводства; назначения и отстранения от должности членов Правления воеводства, а также и определения вознаграждения маршала воеводства; рассмотрения отчетов о деятельности правления воеводства; назначения и отстранения от должности – по просьбе Маршала воеводства – Казначея воеводства; поручения задач воеводского самоуправления другим органам местного самоуправления; создания союзов, ассоциаций, фондов и их ликвидация, а также присоединения или выход из них; положений, касающихся внутренней организации и порядка работы органов воеводского самоуправления. Сеймик воеводства принимает постановления «О приоритетах международного сотрудничества воеводства» и об участии в международных региональных ассоциациях и других формах регионального сотрудничества.

## Депутаты Сеймиков
Депутаты Сеймиков (пол. Radni) избираются в количестве 30 депутатов в воеводствах с населением до 2 000 000 человек и по 3 на каждые последующие 500 000 человек. Самый большой — Сеймик Мазовецкого воеводства — состоит из 51 депутата.
До 2002 года все Сеймики состояли из 45 депутатов в воеводствах с населением до 2 000 000 человек и 5 на каждые последующие 500 000 человек.

## Список
| Сеймик                                  | Расположение | Количество депутатов | Председатель | Председатель                        | Доминирующая фракция | Доминирующая фракция   |
| --------------------------------------- | ------------ | -------------------- | ------------ | ----------------------------------- | -------------------- | ---------------------- |
| Сеймик Варминьско-Мазурского воеводства | Ольштын      | 30                   |              | Бернадетта Гордиюк (KO)             |                      | Гражданская коалиция   |
| Сеймик Великопольского воеводства       | Познань      | 39                   |              | Малгожата Вашак-Клепка (KO)         |                      | Гражданская коалиция   |
| Сеймик Западно-Поморского воеводства    | Щецин        | 30                   |              | Тереза Калина (KO)                  |                      | Гражданская коалиция   |
| Сеймик Куявско-Поморского воеводства    | Торунь       | 30                   |              | Эльжбета Пиневская (KO)             |                      | Гражданская коалиция   |
| Сеймик Лодзинского воеводства           | Лодзь        | 33                   |              | Ивонна Коперская (PiS)              |                      | Право и Справедливость |
| Сеймик Люблинского воеводства           | Люблин       | 33                   |              | Ежи Швай (PiS)                      |                      | Право и Справедливость |
| Сеймик Любушского воеводства            | Зелёна-Гура  | 30                   |              | Вацлав Мачушонек (BS)               |                      | Гражданская коалиция   |
| Сеймик Мазовецкого воеводства           | Варшава      | 51                   |              | Людвик Раковский (KO)               |                      | Гражданская коалиция   |
| Сеймик Малопольского воеводства         | Краков       | 39                   |              | Ян Тадеуш Дуда (PiS)                |                      | Право и Справедливость |
| Сеймик Нижнесилезского воеводства       | Вроцлав      | 36                   |              | Анджей Ярох (PiS)                   |                      | Право и Справедливость |
| Сеймик Опольского воеводства            | Ополе        | 30                   |              | Рафал Бартек (Немецкое меньшинство) |                      | Гражданская коалиция   |
| Сеймик Подкарпатского воеводства        | Жешув        | 33                   |              | Ежи Борч (PiS)                      |                      | Право и Справедливость |
| Сеймик Подляского воеводства            | Белосток     | 30                   |              | Богуслав Дембский (PiS)             |                      | Право и Справедливость |
| Сеймик Поморского воеводства            | Гданьск      | 33                   |              | Ян Кляйншмидт (KO)                  |                      | Гражданская коалиция   |
| Сеймик Свентокшиского воеводства        | Кельце       | 30                   |              | Анджей Прус (PiS)                   |                      | Право и Справедливость |
| Сеймик Силезского воеводства            | Катовице     | 45                   |              | Марек Гзик (KO)                     |                      | Гражданская коалиция   |